# كاتي هارمان
كاتي هارمان (بالإنجليزية: Katie Harman)‏ هي عارضة ومغنية ومغنية أوبرا وممثلة أمريكية، ولدت في 18 أغسطس 1980 في بورتلاند في الولايات المتحدة.

## وصلات خارجية
- الموقع الرسمي
- كاتي هارمان على موقع IMDb (الإنجليزية)
- كاتي هارمان على موقع ميوزك برينز (الإنجليزية)
- كاتي هارمان على موقع ديسكوغز (الإنجليزية)
- كاتي هارمان على موقع قاعدة بيانات الفيلم (الإنجليزية)